# Anatoxine

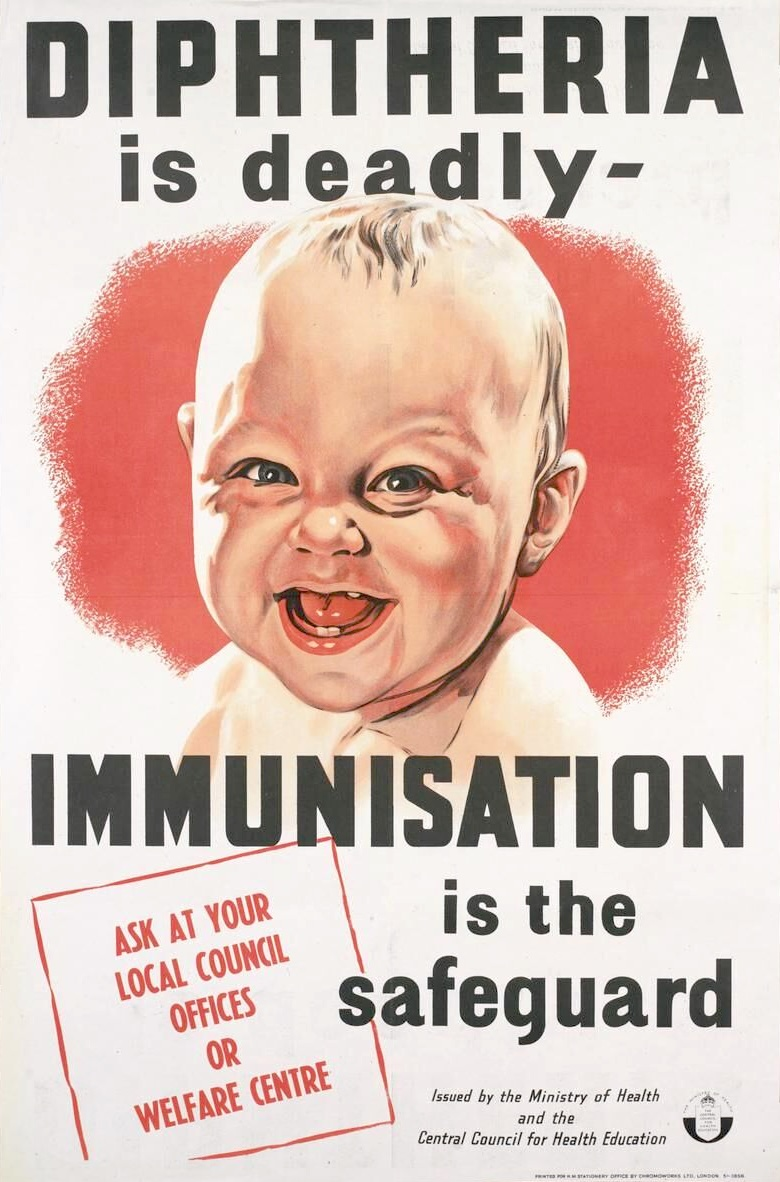
Een poster uit de 2e Wereldoorlog

Een anatoxine is een toxine dat men niet-toxisch heeft gemaakt met behoud van de genezende werking.
Anatoxines zijn van groot belang als vaccin voor immunisatie. In het Engels gebruikt men meestal de term toxoid.

## Geschiedenis
De naam werd in 1932 door Ramon ingevoerd voor het toxine van de difteriebacil, dat aan zodanige fysische en chemische invloeden was blootgesteld, dat het wel zijn giftigheid maar niet zijn vermogen om antistoffen te vormen heeft verloren. 
Reeds in 1908 had Löwenstein de giftige eigenschappen van tetanustoxine weggenomen door het te behandelen met formaldehyde.
Tegenwoordig gebruikt men de naam anatoxine voor elk ongiftig gemaakt toxine, doch nog steeds speciaal voor tetanus- en difterie-anatoxine. 

## Etymologie
Van het Grieks ana [omhoog] + toxine (vgl. toxisch).
Anatoxine mag niet verward worden met amatoxine.